# جون ريكيتيلو
جون ريتشيتلو من مواليد سنة 1958 وهو الرئيس التنفيذي (CEO) لشركة يونيتي تكنولوجيز. في السابق، شغل منصب الرئيس التنفيذي ومدير العمليات ورئيس شركة إلكترونيك آرتس، وشارك في تأسيس شركة اليفاشون برتنس في عام 2004.